# Gustavo Testa

Kardinalswappen von Gustavo Testa

Gustavo Kardinal Testa (* 28. Juli 1886 in Boltiere, Provinz Bergamo, Italien; † 28. Februar 1969 in Rom) war ein Diplomat und Kurienkardinal der römisch-katholischen Kirche.

## Leben
Gustavo Testa studierte an mehreren Hochschulen Roms die Fächer Philosophie und Katholische Theologie. Er empfing am 28. Oktober 1910 das Sakrament der Priesterweihe und arbeitete anschließend als Gemeindeseelsorger und Hochschullehrer in der Diözese Bergamo. 1920 trat er in die Dienste des Staatssekretariats des Heiligen Stuhls und wurde zunächst für die Dauer von drei Jahren Sekretär der Apostolischen Nuntiatur in Österreich. In den Jahren 1923 und 1924 wirkte er als Apostolischer Visitator in der Region Ruhr und Saar. 1925 ernannte ihn Papst Pius XI. zum Berater einer Mission mit besonderen Aufgaben in Peru, 1927 zum Mitarbeiter der Nuntiatur in Bayern. Von 1929 bis 1934 war Gustavo Testa Berater der Apostolischen Nuntiatur in Italien.
1934 spendete ihm der Erzbischof von Mailand Alfredo Ildefonso Kardinal Schuster die Bischofsweihe, Mitkonsekratoren waren Adriano Bernareggi, Bischof von Bergamo, und Angelo Giuseppe Roncalli (der spätere Papst Johannes XXIII.), Apostolischer Delegat in Bulgarien. Der Papst bestimmte ihn zum Apostolischen Delegaten für Ägypten, Arabien, Eritrea, Abessinien und Palästina. Papst Pius XII. ernannte Gustavo Testa 1948 zum Apostolischen Delegaten für Palästina, Transjordanien und Zypern mit dem Sitz in Jerusalem, 1953 übertrug er ihm die Leitung der Apostolischen Nuntiatur in der Schweiz. Papst Johannes XXIII. nahm Gustavo Testa im Dezember 1959 als Kardinalpriester mit der Titelkirche San Girolamo dei Croati in das Kardinalskollegium auf und ernannte ihn 1962 zum Sekretär der Kongregation für die orientalischen Kirchen sowie zum Pro-Präsidenten für die besondere Verwaltung des Heiligen Stuhls. Gustavo Testa vertrat als Legat den Papst beim Eucharistischen Kongress 1960 in München. Er nahm in den Jahren 1962 bis 1965 am Zweiten Vatikanischen Konzil teil.
Er starb am 28. Februar 1969 in Rom und wurde in Bergamo bestattet.

## Ehrungen
- 1960: Großkreuz der Bundesrepublik Deutschland
- 1963: Großkreuz des Verdienstordens der Italienischen Republik